# دائرة سطات
دائرة سطات هي إحدى دوائر إقليم سطات، التابع لجهة الدار البيضاء سطات، المملكة المغربية. تضم الدائرة 16 جماعات قروية، وبلغ عدد سكانها 146853 فرداً سنة 2004 حسب الإحصاء الرسمي للسكان والسكنى. يتبع للدائرة 37 مشيخة و441 دوار.

## تاريخ
في مايو 2018، قسمت دائرة سطات إلى قسمين، دائرة سطات الشمالية و دائرة سطات الجنوبية.

## التقسيمات الإداريّة
تعتبر دائرة سطات إحدى الدوائر المشكّلة لإقليم سطات، وهو التقسيم الإداري من المستوى الرابع المعتمد في المغرب. ينقسم إقليم سطات إلى 44 جماعات قروية تختلف من حيث السكان والمساحة، والتي بدورها تنقسم إلى مشيخات تضم عدداً من الدواوير.